# Rima Gay-Lussac
La Rima Gay-Lussac è una struttura geologica della superficie della Luna.